# Эвур
Эвур — река в Солнечном районе Хабаровского края. Длина — 283 км, площадь водосборного бассейна — 3780 км². Входит в территорию водно-болотного угодья «Озеро Эворон и река Эвур».

## География
Исток Эвура находится в Омельдинских горах в Солнечном районе на границе с районом им. Полины Осипенко. Почти на всём своём протяжении течёт на юго-запад. В среднем течении с востока огибает Чукчагирское озеро. Берега в нижнем течении в значительной степени заболочены. Река меандрирует. Впадает в озеро Эворон на абсолютной отметке 73 м над уровнем моря. Ширина реки в нижнем течении составляет 42-64 м при глубине 2,7-3 м. Скорость течения в низовьях — 0,2 м/с. 

## Основные притоки
Указаны поименованные притоки длиной 20 км и более
| Название   | Расстояние от устья | Длина | Положение |
| ---------- | ------------------- | ----- | --------- |
| Умикан     | 41                  | 35    | левый     |
| Досми      | 67                  | 73    | правый    |
| Харпичикан | 90                  | 119   | левый     |
| Тонней     | 204                 | 24    | левый     |
| Грязный    | 208                 | 28    | левый     |

## Данные водного реестра
По данным государственного водного реестра России и геоинформационной системы водохозяйственного районирования территории РФ, подготовленной Федеральным агентством водных ресурсов:
- Бассейновый округ — Амурский
- Речной бассейн — Амур
- Речной подбассейн — Амур от впадения Уссури до устья
- Водохозяйственный участок — Амур от города Комсомольск-на-Амуре до устья без реки Амгунь